# Maiko Sakae
Maiko Sakae (栄舞子, Sakae Maiko, née le 24 juillet 1986), plus connue sous son nom de scène MAIKO, est une chanteuse et bassiste japonaise.

## Biographie
Elle débute en 1997 en tant qu'idole japonaise, bassiste du groupe féminin de J-pop ZONE sous le nom MAIKO (en capitales). Le groupe se sépare en 2005, et elle forme dans la foulée le groupe MARIA, en tant que bassiste et chanteuse, sous le nom en kanji Maiko (舞衣子). MARIA se sépare en 2010, et elle forme le groupe Jack & Queen en tant que chanteuse aux côtés du guitariste Teppei et du bassiste Ginji, avec lequel elle sort un single, Love Game. Elle participe ensuite à la reformation de ZONE en août 2011, et décide de continuer avec lui en parallèle. À la suite de la défection ou du renvoi des autres membres, elle se retrouve seule membre active de ZONE en février 2013, et annonce un mois plus tard la dissolution du groupe, à l'issue d'un ultime concert d'adieu le 7 avril suivant. Elle poursuit cependant ses activités avec Jack & Queen.